# Гора-Новосёлка
Гора́-Новосёлка — село в Переславском районе Ярославской области при речке без имени.
Постоянное население на 1 января 2007 года 16 человек.

## История
Образование Новосельского прихода и устройство в Новосёлке церкви произошло в начале XVIII столетия. В то время это село принадлежало Николаевскому Угрешскому монастырю.
В 1712 году жители его устроили церковь, которая затем и была освящена во имя святого пророка Илии. В 1769 году, с разрешения епископа Переславского Сильвестра, вместо этой церкви построена была новая деревянная же церковь с колокольнею. В 1828 году вместо деревянной церкви в Новосёлке устроен каменный храм с колокольнею. Престолов в нём два: в холодном храме во имя святого пророка Илии, в приделе тёплом в честь Введения во храм Пресвятой Богородицы.
В Новосельском приходе было две школы грамоты.

## Население
| 2007 | 2010 |
| ---- | ---- |
| 16   | ↘10  |